# 1999-es magyar atlétikai bajnokság
Az 1999-es magyar atlétikai bajnokság a 104. bajnokság volt. Staicu Simona félmaratonon és mezeifutásban is legjobb időt érte el, de mivel nem volt magyar állampolgársága, ezért az eredményét csak a csapatok értékelésénél vették figyelembe.
Fedett pályán a 4 × 400 m helyet 4 × 360 méteres távon versenyeztek.

## Helyszínek
- téli dobóbajnokság: március 6., Veszprém; február 28., Tüzér utca (gerelyhajítás)
- 20 km gyaloglás: március 28., Békéscsaba
- női 10 km gyaloglás: április 11., Tatabánya
- 10 000 m: április 24., Budapest, Iharos-pálya
- maratoni váltó: május 16., Budapest
- férfi 50 km gyaloglás: május 29., Ózd
- 4 × 800 m: május 29., Budapest, Bogdánfy út
- 4 × 200, 4 × 1500 m: május 30., Budapest, Szilágyi utca
- 4 × 400 m:: június 12., Népstadion
- pályabajnokság: június 26–27., Népstadion
- félmaraton: szeptember 12., Nyíregyháza
- többpróba: szeptember 24–25., Budapest, Szilágyi utca
- ügyességi csapatbajnokág: október 2., Budapest, Szilágyi utca
- maraton: október 3., Budapest
- mezeifutás: november 13., Nadap

## Eredmények

### Férfiak
| Versenyszám            | Arany                                                                               | Arany     | Ezüst                                                                                     | Ezüst                | Bronz                                                                                             | Bronz                |
| ---------------------- | ----------------------------------------------------------------------------------- | --------- | ----------------------------------------------------------------------------------------- | -------------------- | ------------------------------------------------------------------------------------------------- | -------------------- |
| 100 m                  | Dobos Gábor Bp. Honvéd                                                              | 10,26     | Németh Roland Soproni SI                                                                  | 10,37                | Kovács Viktor Szolnoki MÁV                                                                        | 10,55                |
| 200 m                  | Németh Roland Soproni SI                                                            | 20,49     | Dobos Gábor Bp. Honvéd                                                                    | 20,67                | Szeglet Zsolt Győri Dózsa                                                                         | 20,81                |
| 400 m                  | Szeglet Zsolt Győri Dózsa                                                           | 45,95     | Nyilasi Péter Pécsi VSK                                                                   | 46,51                | Dombi Zétény Bp. Honvéd                                                                           | 46,64                |
| 800 m                  | Korányi Balázs Alba Regia AK                                                        | 1:50,17   | Tölgyesi Balázs Alba Regia AK                                                             | 1:50,39              | Oláh Roland Alba Regia AK                                                                         | 1:51,89              |
| 1500 m                 | Tölgyesi Balázs Alba Regia AK                                                       | 3:46,60   | Babinyecz József Bp. Honvéd                                                               | 3:47,59              | Oláh Roland Alba Regia AK                                                                         | 3:49,04              |
| 5000 m                 | Szemán János VEDAC                                                                  | 14:09,77  | Juhász András Bp. Honvéd                                                                  | 14:10,93             | Rezessy Gergely Vasas-BBTE                                                                        | 14:29,96             |
| 10 000 m               | Berkovics Imre BVSC                                                                 | 29:10,05  | Sági Ferenc BVSC                                                                          | 29:21,99             | Szemán János VEDAC                                                                                | 29:24,59             |
| 4 × 100 m              | Bédi Tibor Dombi Zétény Pauer Géza Dobos Gábor Bp. Honvéd                           | 41,01     | Kovács György Takács Gábor Bella Attila Horváth Tibor Zalaegerszegi AC                    | 41,89                | Sutyák László Ullaga András Üveges Attila Szabó Ferenc Debreceni MTE-DSI                          | 42,71                |
| 4 × 200 m              | Pauer Géza Dobos Gábor Dombi Zétény Bédi Tibor Bp. Honvéd                           | 1:23,35   | Szabó A Margl Tamás Dremák András Csik G TFSE                                             | 1:27,00              | Kovács György Horváth Tibor Bella Attila Takács Gábor Zalaegerszegi AC                            | 1:27,76              |
| 4 × 400 m              | Zsombor Csaba Tokai Gábor Dombi Zétény Bédi Tibor Bp. Honvéd                        | 3:13,49   | Varga Tamás Tölgyesi Balázs Oláh Roland Korányi Balázs Alba Regia AK                      | 3:17,89              | Baró Székely Krisztián Szalai Zsolt Lukács András Szeglet Zsolt Győri Dózsa                       | 3:18,21              |
| 4 × 800 m              | Oláh Roland Kliszek Tamás Békési Ferenc Tölgyesi Balázs Alba Regia AK               | 7:41,9    | Bakonyi Balázs Kaldenecker Ákos Muhari Gábor Konkoly Miklós VEDAC                         | 7:43,7               | Varga Károly Bencze Miklós Kiss Ernő Kovács István Debreceni MTE                                  | 7:50,9               |
| 4 × 1500 m             | Békési Ferenc Oláh Roland Kliszek Tamás Tölgyesi Balázs Alba Regia AK               | 15:48,02  | Szemán János Muhari Gábor Szirbek Zsolt Bucsu Dénes VEDAC                                 | 16:20,42             | Varga Károly Kiss Ernő Kovács István Bencze Miklós Debreceni MTE                                  | 16:27,98             |
| 110 m gát              | Csillag Levente Újpesti TE                                                          | 13,80     | Kilvinger Attila Favorit AC                                                               | 13,90                | Palágyi Gergely Vasas-BBTE                                                                        | 14,09                |
| 400 m gát              | Bédi Tibor Bp. Honvéd                                                               | 50,80     | Gömböcz Endre Haladás VSE                                                                 | 52,73                | S. Juhász Attila TFSE                                                                             | 53,07                |
| 3000 m akadály         | Tímár Levente Alba Regia AK                                                         | 8:58,71   | Jacsó István KSI                                                                          | 9:04,73              | Németh Máté AC Szekszárd                                                                          | 9:05,64              |
| 20 km gyaloglás        | Dudás Gyula Szegedi VSE                                                             | 1:22:23   | Urbanik Sándor Békéscsabai AC                                                             | 1:22:39              | Czukor Zoltán Pécsi VSK                                                                           |                      |
| 50 km gyaloglás        | Czukor Zoltán Pécsi VSK                                                             | 4:10:00   | Kirszt Károly Szombathelyi ASE                                                            | 4:39:08              | Lengyel Gábor Szegedi VSE                                                                         | 4:42:49              |
| magasugrás             | Bata Gergely VEDAC                                                                  | 210 cm    | Somogyi János BEAC                                                                        | 210 cm               | Szórád Rajmund Csepel SC                                                                          | 210 cm               |
| rúdugrás               | László Ferenc Bp. Honvéd                                                            | 530 cm    | Kürtösi Zsolt Kaposvári Építők                                                            | 480 cm               | Bagyula István Csepel SC                                                                          | 480 cm               |
| távolugrás             | Uzsoki János Mezőtúri VSI                                                           | 786 cm    | Margl Tamás TFSE                                                                          | 774 cm               | Makó György Bp. Honvéd                                                                            | 736 cm               |
| hármasugrás            | Czingler Zsolt Újpesti TE                                                           | 16,99 m   | Szabó Ambrus TFSE                                                                         | 16,35 m              | Boros Csaba Újpesti TE-PSAC                                                                       | 15,49 m              |
| súlylökés              | Kiss Szilárd Dobó SE                                                                | 18,73 m   | Biber Zsolt BEAC                                                                          | 18,56 m              | Pintér Attila Ikarus BSE                                                                          | 17,83 m              |
| diszkoszvetés          | Varga Roland TFSE                                                                   | 62,31 m   | Fazekas Róbert Dobó SE                                                                    | 61,89 m              | Horváth Attila Haladás VSE                                                                        | 61,38 m              |
| kalapácsvetés          | Gécsek Tibor Dobó SE                                                                | 80,99 m   | Németh Zsolt Dobó SE                                                                      | 79,52 m              | Annus Adrián Dobó SE                                                                              | 78,66 m              |
| gerelyhajítás          | Horváth Gergely Csepeli Hungária                                                    | 76,53 m   | Belák József Újpesti TE-PSAC                                                              | 75,50 m              | Fejér Zoltán Mátyásföldi LTC                                                                      | 68,56 m              |
| tízpróba               | Kovács Viktor Bp. Honvéd                                                            | 6643      | Palágyi Gergely Vasas-BBTE                                                                | 6259                 | Makszin Áron TFSE                                                                                 | 5954                 |
| mezei futás 10 km      | Juhász András Bp. Honvéd                                                            | 32:16     | Stépán Zsolt BVSC                                                                         | 32:29                | Sági Ferenc BVSC                                                                                  | 32:38                |
| félmaraton             | Bacskai Zsolt BVSC                                                                  | 1:04:43   | Berkovics Imre BVSC                                                                       | 1:05:15              | Holba Zoltán BVSC                                                                                 | 1:06:30              |
| maraton                | Rezessy Gergely Vasas-BBTE                                                          | 2:19:30   | Nagy László Újpesti TE-PSAC                                                               | 2:20:46              | Laczfi Endre Újpesti TE-PSAC                                                                      | 2:25:22              |
| csapat 20 km gyaloglás | Dudás Gyula Lengyel Gábor Papp Ferenc Szegedi VSE                                   | 4:28:13   | Urbanik Sándor Vozár Attila Tóth Balázs Békéscsabai AC                                    | 4:43:19              | Czukor Zoltán Bakó Tibor Ambróczi Balázs Pécsi VSK                                                | 4:53:01              |
| csapat 50 km gyaloglás | Kirszt Károly Tamics István Kolonics László Szombathelyi ASE                        | 15:34:37  | Több induló nem volt                                                                      | Több induló nem volt | Több induló nem volt                                                                              | Több induló nem volt |
| csapat mezei futás     | Stepán Zsolt Sági Ferenc Molnár Tibor BVSC                                          | 9         | Kliszek Tamás Tölgyesi Balázs Oláh Roland Alba Regia AK                                   | 32                   | Kadlót Zoltán Langer Olivér Szőllős András SKDASE                                                 | 45                   |
| csapat félmaraton      | Bacskai Zsolt Berkovics Imre Holba Zoltán BVSC                                      | 3:16:28   | Sági Ferenc Jáger Péter Szűcs Antal BVSC                                                  | 3:22:54              | Serfőző Sándor Molnár Tibor Malonovics József BVSC                                                | 3:37:39              |
| csapat maraton         | Rezessy Gergely Zatykó Miklós Helmle Péter Vasas-BBTE                               | 7:40:10   | Vozár Attila Bogár János Biri Ferenc Békéscsabai AC                                       | 7:58:57              | Beda Szabolcs Aszódi Gábor Hermann Tivadar Bp. Honvéd                                             | 8:04:09              |
| maratoni váltó         | Berkovics Imre Molnár Tibor Szűcs Antal Holba Zoltán Bacskai Zsolt Sági Ferenc BVSC | 2:04:07   | Zatykó Miklós Rezessy Gergely Lehotai Győző Szabó I Helmle Péter Rosta Gergely Vasas-BBTE | 2:08:15              | Juhász András Ostoroczki Ferenc Karkiss Gergely Kuttor Cs. Lehmann T. Babinyecz József Bp. Honvéd | 2:08:57              |
| csapat magasugrás      | Kovács István Kovács Tivadar Hortobágyi Zoltán Kovács Krisztián Szolnoki MÁV        | 191,25 cm | Több induló nem volt                                                                      | Több induló nem volt | Több induló nem volt                                                                              | Több induló nem volt |
| csapat rúdugrás        | Bóka Attila Balogh László Szabó Dezső Viskovics Tamás Újpesti TE                    | 445 cm    | László Ferenc Sátor Attila Molnár Gábor Vladár Tamás Bp. Honvéd                           | 420 cm               | Juan Contreras Weisz János Hankó Ákos Janecskó Attila ELTE TK                                     | 375 cm               |
| csapat távolugrás      | Czingler Zsolt Dömötör Balázs Széchy Tamás Mányai Dávid Újpesti TE                  | 674,00 cm | Németh Roland Németh Gergely Hantó Zsolt Szergej Golobokov Soproni SI                     | 659,25 cm            | Olasz Tamás Benkó Tamás Varga Tamás Dobozi Sándor Alba Regia AK                                   | 655,75 cm            |
| csapat hármasugrás     | Olasz Tamás Benkő Tamás Tarr Péter Tölgyesi Előd Alba Regia AK                      | 14,1300 m | Szergej Golobokov Németh Gergely Hantó Zsolt Németh Roland Soproni SI                     | 13,1150 m            | Varga Tamás Édes Tamás Bodó István Balogh Zoltán Alba Regia AK                                    | 12,4800 m            |
| csapat súlylökés       | Németh Zsolt Bognár Szabolcs Kiss Szilárd Annus Adrián Dobó SE                      | 16,4725 m | Horváth Attila Botfa Péter Fábián Zoltán Benczenleitner Ottó Haladás VSE                  | 14,5425 m            | Kerekes László Sallai András Csata Imre Gyurján Tamás Nyíregyházi VSC                             | 13,3875 m            |
| csapat diszkoszvetés   | Horváth Attila Benczenleitner Ottó Botfa Péter Fábián Zoltán Haladás VSE            | 50,8325 m | Németh Zsolt Kiss Szilárd Bognár Szabolcs Annus Adrián Dobó SE                            | 48,7050 m            | Kerekes László Csata Imre Tóth László (atléta) Gyurján Tamás Nyíregyházi VSC                      | 43,3400 m            |
| csapat kalapácsvetés   | Annus Adrián Németh Zsolt Gécsek Tibor Végh Sándor Dobó SE                          | 71,7400 m | Botfa Péter Fábián Zoltán Nagy Attila Sebestyén Gábor Haladás VSE                         | 61,7675 m            | Pais Krisztián Rédei László Kiss Szilárd Hajdú Tamás Dobó SE                                      | 54,0175 m            |
| csapat gerelyhajítás   | Varga Lajos Kurucsó Péter Erdős Adrián Dencs Károly Szegedi VSE                     | 59,4450 m | Palotai László Szabó Károly Lajter Sándor Mondi Károly Kőrisfa SE                         | 59,1925 m            | Belák József Dani Balázs Veres Ferenc Szántó Tamás Újpesti TE-PSAC                                | 56,8000 m            |

### Nők
| Versenyszám            | Arany                                                                                           | Arany     | Ezüst                                                                          | Ezüst     | Bronz                                                                                               | Bronz                |
| ---------------------- | ----------------------------------------------------------------------------------------------- | --------- | ------------------------------------------------------------------------------ | --------- | --------------------------------------------------------------------------------------------------- | -------------------- |
| 100 m                  | Vaszi Tünde Bp. Honvéd                                                                          | 11,68     | Lőrincz Krisztina Bp. Honvéd                                                   | 11,89     | Wéber Kinga TFSE                                                                                    | 12,03                |
| 200 m                  | Lőrincz Krisztina Bp. Honvéd                                                                    | 24,05     | Petráhn Barbara Győri Dózsa                                                    | 24,23     | Kun Alice Békéscsabai AC                                                                            | 24,27                |
| 400 m                  | Szekeres Judit Szolnoki MÁV                                                                     | 53,59     | Petráhn Barbara Győri Dózsa                                                    | 54,02     | Balazsic Renáta Zalaegerszegi AC                                                                    | 54,02                |
| 800 m                  | Varga Judit Haladás VSE                                                                         | 2:05,51   | Tusai Brigitta Bp. Honvéd                                                      | 2:07,29   | Mészáros Krisztina Újpesti TE-PSAC                                                                  | 2:08,61              |
| 1500 m                 | Tusai Brigitta Bp. Honvéd                                                                       | 4:22,51   | Csizi Réka Kaposvári Építők                                                    | 4:22,76   | Csendes Ildikó Békéscsabai AC                                                                       | 4:23,35              |
| 5000 m                 | Szentgyörgyi Katalin Nyíregyházi VSC                                                            | 16:01,06  | Javos Anikó DAC                                                                | 16:26,46  | Csomor Erika BVSC                                                                                   | 16:28,12             |
| 10 000 m               | Rakonczai Beáta BVSC                                                                            | 33:28,33  | Csizi Réka Kaposvári Építők                                                    | 33:29,07  | Javos Anikó DAC                                                                                     | 33:31,04             |
| 4 × 100 m              | Bori Annamária Lőrincz Krisztina Steinmetz Györgyné Vaszi Tünde Bp. Honvéd                      | 46,45     | Ray Szilvia Gróf Andrea Balazsic Renáta Farkas Bernadett Zalaegerszegi AC      | 47,31     | Rácz Eszter Horváth Tímea Horváth Rita Listár Nikolett Alba Regia AK                                | 48,04                |
| 4 × 200 m              | Szakács Enikő Bori Annamária Lőrincz Krisztina Barati Éva Bp. Honvéd                            | 1:34,60   | Ray Szilvia Gróf Andrea Balazsic Renáta Kakas Erzsébet Zalaegerszegi AC        | 1:40,20   | Bobcsek Emese Laczó Rita Csendes Ildikó Kun Alice Békéscabai AC                                     | 1:41,04              |
| 4 × 400 m              | Terestyéni Tünde Szakács Enikő Barati Éva Bori Annamária Bp. Honvéd                             | 3:40,60   | Ray Szilvia Gróf Andrea Kálmán Eszter Balazsic Renáta Zalaegerszegi AC         | 3:41,78   | Szekeres Judit Óvári Zita Szekeres Orsolya Szabó Enikő Szolnoki MÁV                                 | 3:47,11              |
| 4 × 800 m              | Papp Krisztina Teveli Petra Teveli Zsanett Mészáros Krisztina Újpesti TE                        | 9:06,2    | Dudás Eszter Járay Melinda Soós Eszter Martinek Adrienn Haladás VSE            | 9:27,2    | Brassay Réka Horváth Mariann Solymosi Ildikó Tóth Lívia VEDAC                                       | 9:27,2               |
| 100 m gát              | Bálint Zita Csepel SC                                                                           | 13,40     | Hrabovszky Tünde ELTE TK                                                       | 14,06     | Ray Szilvia Zalaegerszegi AC                                                                        | 14,18                |
| 400 m gát              | Ray Szilvia Zalaegerszegi AC                                                                    | 57,13     | Dóczi Orsolya Ferencvárosi TC                                                  | 58,38     | Hirt Katalin Kaposvári Marathon                                                                     | 1:01,43              |
| 10 km gyaloglás        | Pesti Mónika Szegedi VSE                                                                        | 46:29     | Puskás Éva Bp. Honvéd                                                          | 50:05     | Tóth Barbara Bp. Honvéd                                                                             | 50:16                |
| 20 km gyaloglás        | Rosza Mária Békéscsabai AC                                                                      | 1:31:05   | Szebenszky Anikó Debreceni MTE                                                 | 1:32:08   | Pesti Mónika Szegedi VSE                                                                            | 1:34:28              |
| magasugrás             | Győrffy Dóra BEAC                                                                               | 190 cm    | Fazekas Erzsébet Újpesti TE-PSAC                                               | 183 cm    | Balogh Bettina Szolnoki MÁV                                                                         | 179 cm               |
| rúdugrás               | Szabó Zsuzsanna BEAC                                                                            | 436 cm    | Donáth Katalin Újpesti TE-PSAC                                                 | 420 cm    | Juhász Fanni Újpesti TE-PSAC                                                                        | 405 cm               |
| távolugrás             | Vaszi Tünde Bp. Honvéd                                                                          | 666 cm    | Ajkler Zita SKDASE                                                             | 655 cm    | Soós Eszter Haladás VSE                                                                             | 596 cm               |
| hármasugrás            | Bálint Zita Csepel                                                                              | 13,94 m   | Ajkler Zita SKDASE                                                             | 13,05 m   | Szála Anett Soproni SI                                                                              | 13,04 m              |
| súlylökés              | Dívós Katalin Dobó SE                                                                           | 16,04 m   | Kürti Éva Nyíregyházi VSC                                                      | 15,76 m   | Ináncsi Rita Bp. Honvéd                                                                             | 14,46 m              |
| diszkoszvetés          | Dívós Katalin Dobó SE                                                                           | 52,34 m   | Csőke Katalin BEAC                                                             | 51,89 m   | Kürti Éva Nyíregyházi VSC                                                                           | 51,78 m              |
| kalapácsvetés          | Dívós Katalin Dobó SE                                                                           | 65,19 m   | Németh Barbara Dobó SE                                                         | 59,53 m   | Tudja Julianna VEDAC                                                                                | 57,85 m              |
| gerelyhajítás          | Szabó Nikolett Ferencvárosi TC                                                                  | 57,39 m   | Füredi Zsuzsa Csepeli Hungária                                                 | 52,70 m   | Frajka Xénia Újpesti TE-PSAC                                                                        | 50,81 m              |
| hétpróba               | Kiss Enikő Pécsi AC                                                                             | 5901      | Skoumal Réka Marathon AC                                                       | 5316      | Soós Eszter Haladás VSE                                                                             | 4909                 |
| félmaraton             | Földingné Nagy Judit Győri Dózsa                                                                | 1:14:08   | Jakab Ágnes Kaposvári Építők                                                   | 1:15:26   | Csomor Erika BVSC                                                                                   | 1:16:45              |
| maratoni futás         | Csomor Erika BVSC                                                                               | 2:44:36   | Jakab Ágnes Kaposvári Építők                                                   | 2:46:57   | Kovács Ida VEDAC                                                                                    | 2:58:51              |
| mezei futás 6 km       | Földingné Nagy Judit Győri Dózsa                                                                | 21:35     | Csomor Erika BVSC                                                              | 21:57     | Javos Anikó Dunaújvárosi AC                                                                         | 22:05                |
| csapat félmaraton      | Staicu Simona Csomor Erika Rakonczai Beáta BVSC                                                 | 3:48:12   | Jakab Ágnes Nagyné Petrik Éva Tóth Mónika Kaposvári Építők                     | 3:56:48   | Ilyés Ildikó Korán Éva Fiala Amanda Alba Regia AK                                                   | 4:24:25              |
| csapat maratoni futás  | Korán Éva Ilyés Ildikó Wéninger Katalin Alba Regia AK                                           | 9:30:19   | Bérces Edit Póth Marianna Farkas Valéria Margitszigeti AC                      | 9:56:13   | Csáfordiné Marton Erika Mike Krisztina Kézsmárki Andrea Péti MTE                                    | 10:45:39             |
| maratoni váltó         | Gere Friderika Bugya Mariann Petrik Éva Barócsi Heléna Tóth Mónika Jakab Ágnes Kaposvári Építők | 2:28:20   | Staicu Simona Bojkó M. Dobó A. Visnyei Márta Csomor Erika Rakonczai Beáta BVSC | 2:35:00   | Prácser Kinga Zsiga Tímea Schäffer Ramóna Molnár Eszter Kiss Euridiké Koltavári Sarolta Haladás VSE | 2:42:52              |
| csapat 10 km gyaloglás | Puskás Éva Tóth Barbara Hudi Zsuzsa Bp. Honvéd                                                  | 2:34:41   | Pesti Mónika Tóth Boglárka Balogh Erika Szegedi VSE                            | 2:38:1    | Földesi Regina Kiss-Kovács Györgyi Ilyés Hedvig Békés DAC                                           | 2:54:14              |
| csapat 20 km gyaloglás | Pesti Mónika Tóth Boglárka Balogh Erika Szegedi VSE                                             | 5:20:30   | Puskás Éva Tóth Barbara Hudi Zsuzsa Bp. Honvéd                                 | 5:23:21   | Rosza Mária Tóth Ágnes Szatmári Enikő Békéscsabai AC                                                | 5:43:05              |
| csapat mezei futás     | Staicu Simona Csomor Erika Visnyei Márta BVSC                                                   | 10        | Javos Anikó Ágoston Zita Edöcsény Nóra Dunaújvárosi AC                         | 30        | Kiss Ágnes Garami Katalin Takács Magdolna Szegedi VSE                                               | 46                   |
| csapat magasugrás      | Hermesz Ágnes Vadász Kitti Sárközi Szandra Lakatos Liána Pécsi AC                               | 157,50 cm | Komokovics Györgyi Kőhalmi Dóra Balogh Emese Nagy Orsolya TFSE                 | 146,25 cm | Több induló nem volt                                                                                | Több induló nem volt |
| csapat rúdugrás        | Donáth Katalin Molnár Krisztina Szemerédi Eszter Juhász Fanni Újpesti TE                        | 377,50 cm | Barak Edina Csizik Éva Lukács Tímea Auth Gabriella Bp. Honvéd                  | 297,50 cm | Reiter Vivien Lakatos Tímea Pécsi Orsolya Makai Mónika ELTE TK                                      |                      |
| csapat távolugrás      | Kiss Enikő Nagyidai Borbála Nagy Dóra Baumholzer Judit Pécsi AC                                 | 531 cm    | Balogh Tünde Szabó Adrienn Medovarszki Éva Bánhidi Judit Békési DAC            | 523,75 cm | Takács Debóra Molnár Krisztina Donáth Katalin Juhász Fanni Újpesti TE-PSAC                          | 514,50 cm            |
| csapat hármasugrás     | Szála Anett Riba Katalin Rigó Eszter Szolyák Edina Soproni SE                                   | 11,0775 m | Medovarszki Éva Szabó Adrienn Balogh Tünde Bánhidi Judit Békési DAC            | 10,8775 m | Hermesz Ágnes Vadász Kitti Baumholzer Judit Vadász Kitty Pécsi AC                                   | 10,8050 m            |
| csapat súlylökés       | Dívós Katalin Marx Lívia Sugár Barbara Oroszi Zsuzsa Dobó SE                                    | 12,7175 m | Kürti Éva Benke Judit Borbély Anita Hajnal Mária Nyíregyházi VSC               | 12,1600 m | Frajka Xénia Kerekesi Éva Szokolai Zsuzsa Szokolai Katalin Újpesti TE-PSAC                          | 11,0750 m            |
| csapat diszkoszvetés   | Dívós Katalin Sugár Barbara Kertész Tekla Németh Barbara Dobó SE                                | 45,6800 m | Kürti Éva Benke Judit Borbély Anita Hajnal Mária Nyíregyházi VSC               | 41,1450 m | Szokolai Zsuzsa Frajka Xénia Kerekesi Éva Szöllös Eszter Újpesti TE-PSAC                            | 35,2575 m            |
| csapat kalapácsvetés   | Dívós Katalin Németh Barbara Sugár Barbara Marx Lívia Dobó SE                                   | 54,5125 m | Hajnal Mária Keller Ildikó Kürti Éva Mándi Gréta Nyíregyházi VSC               | 37,8950 m | Székely Zsófia Gács Éva Németh Györgyi Mainone Andrea Dobó SE                                       | 35,2650 m            |
| csapat gerelyhajítás   | Antal Katalin Kovács Eszter Gránitz Andrea Kocsis Orsolya Ferencvárosi TC                       | 43,6100 m | Joó Ildikó Tallér Beatrix Virág Andrea Ménesi Eszter Szegedi VSE               | 33,2925 m | Mándi Gréta Kürti Éva Keller Ildikó Benke Judit Nyíregyházi VSC                                     | 31,8450 m            |

## Téli dobóbajnokság
Férfiak
| Versenyszám   | Arany                            | Arany   | Ezüst                  | Ezüst   | Bronz                   | Bronz   |
| ------------- | -------------------------------- | ------- | ---------------------- | ------- | ----------------------- | ------- |
| diszkoszvetés | Horváth Attila Haladás VSE       | 61,41 m | Fazekas Róbert Dobó SE | 58,76 m | Varga Roland TFSE       | 58,57   |
| kalapácsvetés | Annus Adrián Dobó SE             | 77,37 m | Németh Zsolt Dobó SE   | 75,45 m | Vida József Haladás VSE | 69,53 m |
| gerelyhajítás | Horváth Gergely Csepeli Hungária | 76,61 m | Borbély Norbert KARC   | 59,70 m | André László BEAC       | 59,63 m |

Nők
| Versenyszám   | Arany                          | Arany   | Ezüst                     | Ezüst   | Bronz                          | Bronz   |
| ------------- | ------------------------------ | ------- | ------------------------- | ------- | ------------------------------ | ------- |
| diszkoszvetés | Dívós Katalin Dobó SE          | 51,02 m | Kürti Éva Nyíregyházi VSC | 49,25 m | Sugár Barbara Dobó SE          | 44,13 m |
| kalapácsvetés | Dívós Katalin Dobó SE          | 62,43 m | Sugár Barbara Dobó SE     | 56,54 m | Németh Barbara Dobó SE         | 55,97 m |
| gerelyhajítás | Szabó Nikolett Ferencvárosi TC | 58,47 m | Koczka Anikó BEAC         | 51,90 m | Gránicz Andrea Ferencvárosi TC | 49,66 m |

## Magyar atlétikai csúcsok
- 100 m 10.08 ocs. Németh Roland SSI Budapest 6. 9.
- 150 m 15.27 ocs. Dobos Gábor Honvéd Budapest 9. 3.
- 600 m 1:16.33 ocs. Korányi Balázs ARAK Floro 5. 29.
- 800 m 1:45.37 ocs. Kazi Tamás Debreceni SE Rieti 7. 7.
- n. 1 mérföld 4:28.42 ocs. Varga Judit Haladás VSE Hectel 8. 7.
- 4 × 400 m 3:03.64 ocs. Férfi válogatott (Szeglet, Nyilasi, Bella, Bédi) Athén 6. 5.
- fp. 600 m 1:16.59 ocs. Korányi Balázs ARAK Stange 1. 30.
- fp. 800 m 1:46.47 ocs. Korányi Balázs ARAK Maebasi 3. 7.
- fp. n. 800 m 2:01.80 ocs. Varga Judit HVSE Budapest 2. 5.
- fp. n. 1000 m 2:40.16 ocs. Varga Judit HVSE Stange 1. 30.
- fp. 110 gát 13.74 ocs. Kovács Balázs VEDAC Budapest 2. 28.
- fp. n. rúdugrás 4.51 m ocs. Szabó Zsuzsanna BEAC Budapest 2. 4.
- fp. n. távolugrás 6.82 m ocs. Vaszi Tünde Honvéd Chemnitz 1. 29.